# Pendlerklub
En pendlerklub er en forening bestående af medlemmer, der rejser/pendler over store afstande på regelmæssig basis mellem bopæl og arbejde.
Som pendler kan man rejse med alle transportmidler, med fly som flypendler eller som passager eller fører af en bil, med bus, med tog eller med skib.